# فكسهل (كورنوال)
فكسهل (بالإنجليزية: Foxhole, Cornwall)‏ هي قرية تقع في المملكة المتحدة في كورنوال.